# 청각학

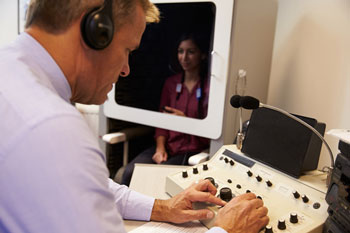
청각 시험

청각학(聽覺學, 영어: audiology)은 청각, 청각의 균형, 또는 그와 관련한 질병을 연구하는 과학 부문이다.

## 역사
출판물 내의 청각학(audiology)과 청각학자(audiologist)라는 용어 사용은 1946년으로 거슬러 올라간다. 이 용어를 만든 사람은 알려져 있지 않으나 Berger는 그 잠재적 기원자로 Mayer BA Schier, Willard B Hargrave, Stanley Nowak, Norman Canfield, Raymond Carhart를 지목하였다.

## 같이 보기
- 귀과학
- 귀마개
- 보청기
- 청각 장애
- 이비인후과
- 언어병리학